# Erioptera (Mesocyphona) diffusa
Erioptera (Mesocyphona) diffusa is een tweevleugelige uit de familie steltmuggen (Limoniidae). De soort komt voor in het Neotropisch gebied.